# 北海道矯正歯科学会
北海道矯正歯科学会（ほっかいどうきょうせいしかがっかい、Hokkaido Orthodontic Society:HOS）とは、北海道における歯科矯正学を中心とした学問を取り扱う専門学術団体の一つである。日本矯正歯科学会の北海道地区協力学会。

## 概要
1959年に設立される。会員数370余名。

## 学会誌
- 『北海道矯正歯科学会雑誌』年1回発刊 ISSN 0916-202X 全国書誌番号:00075127